# Carlo Flamigni
Carlo Flamigni (Forlì, 4 de febrero de 1933-Ib., 5 de julio de 2020) fue un médico, académico y escritor italiano.

## Biografía
Fue licenciado en medicina y cirugía por la Universidad de Bolonia en 1959, especializándose en obstetricia y ginecología. Prosiguió su carrera académica en la misma Universidad, primero como libre docente y luego como profesor encargado. De 1980 a 2004 fue profesor ordinario, siempre en la Universidad de Bolonia, de endocrinologia ginecología y luego de ginecología y obstetricia.
En el ámbito médico, entre el 1975 y el 1994 fue director del servicio de fisiopatología de la reproducción para ser luego director de la clínica obstétrica y ginecológica de la Universidad de los Estudios de Bolonia.
Estuvo enfocado en las cuestiones relativas a la bioética, y fue miembro del Comité Nacional y del Comité de ética de la Universidad Estatal de Milán.
Fue presidente de la Sociedad italiana de fertilidad e infertilidad.
Como escritor, fue autor de cuentos, historias policiales y  libros para la infancia. En el 2011 ganó el premio literario Serantini por su libro Crimen en la colina (Un tranquillo Paese di Romagna), primer caso protagonizado por la familia Casadei, un grupo de investigadores amateur compuesto por el matrimonio Primo y Maria Casadei, sus hijas gemelas, Beatrice y Berenice, y sus amigos Proverbio y Pavolone.
En las elecciones europeas del 2009 se presentó en la lista de "Siniestra y Libertad" para el distrito de Italia norte-oriental.

## Obras
Flamigni fue autor de numerosos ensayos médicos, sobre todo de bioética y ginecología.

### Obras literarias
- Hijos del agua hijos del fuego Antología de cuentos / Figli dell'acqua figli del fuoco Antologia di racconti (Ed. Pendragon, 1999)
- Historias de niños / Storie di bambini piccolissimi (Ed. Giannino Stoppani, 2001)
- Giallo uovo (Ed. Mondadori, 2002)
- La compagnia di Ramazzotto (Ed. Pendragon 2004)
- Un tranquillo paese di Romagna (Ed. Sellerio, 2008)
- Circostanze casuali (Ed.Sellerio, 2010)
- Guida al corpo della donna (in coll. con Margherita Granbassi, Il Giudizio Universale, Torino, 2010)
- Figli del cielo, del ventre, del cuore. Racconti (Ed. Pendagron 2010)
- Senso comune (Ed. Sellerio, 2011)
- A Natale con chi vuoi  (Natale in giallo, Ed. Sellerio, 2011)
- Giallo huevo / Giallo uovo (Ed. Sellerio, 2012)
- La certezza del ricordo (Ed.Baldini, Castoldi e Dalai, 2013)
- Scuola di streghe (Ogni uomo è tutti gli uomini Edizioni, 2013)
- Crimen en la colina (Ed Siruela) 2013
- Il Primo. Il mito di Cura (Ogni uomo è tutti gli uomini Edizioni, 2014)
- La compañía de Ramazzotto / La compagnia di Ramazzotto (Ed. Sellerio, 2014)
- La certezza del ricordo (Ed. ANANKE, Torino, 2015)
- Favola di Stoltone, conigli e pochegambe (Ogni uomo è tutti gli uomini Edizioni, 2015)
- L'uomo di fango e i suoi figli. Avventure di una specie rumorosa e disordinata (Ed. ANANKE, Torino, 2015)
- Circunstancias casuales (Ed Siruela, 2016)
- Ama il prossimo tuo (Ed. ANANKE Torino, 2016)
- Il sacco delle botte (Ed. ANANKE Torino, 2016)
- Orgoglio e povertà (Ovvero: La politica sognata dai poveri) Società editrice il Ponte Vecchio, Cesena, 2019)